# Kenny De Ketele
Kenny De Ketele (Oudenaarde, 5 giugno 1985) è un ex pistard belga, professionista dal 2007 al 2021. Specialista della pista, ha vinto un titolo mondiale e tre titoli europei nella specialità dell'americana.

## Palmarès

### Pista
- 2003 (Juniores)

Campionati belgi, Inseguimento individuale Junior
Campionati belgi, Inseguimento a squadre Junior (con Tim Roels, Dominique Cornu e Bart Cosyn)
Campionati belgi, Velocità a squadre Junior (con Bart Cosyn e Tim Roels)
Campionati belgi, Corsa a punti Junior
- 2004

Campionati europei, Americana Under-23 (con Iljo Keisse)
Campionati belgi, Corsa a chilometro Under-23
Campionati belgi, Inseguimento individuale
UIV Cup Gand, Under-23 (con Steve Schets)
- 2005

Campionati belgi, Americana (con Steve Schets)
UIV Cup Monaco di Baviera, Under-23 (con Steve Schets)
- 2006

Campionati belgi, Corsa a chilometro Under-23
Campionati europei, Americana Under-23 (con Steve Schets)
Campionati belgi, Inseguimento a squadre (con Steve Schets, Ingmar De Poortere e Tim Mertens)
- 2007

Campionati belgi, Corsa a punti
Campionati belgi, Derny
Campionati europei, Corsa a punti Under-23
Campionati belgi, Inseguimento a squadre (con Steve Schets, Ingmar De Poortere e Tim Mertens)
Campionati belgi, Americana (con Iljo Keisse)
Campionati belgi, Corsa a chilometro Under-23
Campionati belgi, Omnium
- 2008

Campionati belgi, Derny
3ª prova Coppa del mondo 2007-2008, Americana (Los Angeles, con Tim Mertens)
Campionati europei, Americana (con Iljo Keisse)
Campionati belgi, Inseguimento a squadre (con Dominique Cornu, Ingmar De Poortere e Tim Mertens)
Campionati belgi, Inseguimento individuale
Campionati belgi, Americana (con Iljo Keisse)
Campionati belgi, Derny
- 2009

Sei giorni di Hasselt (con Bruno Risi)
Campionati belgi, Derny
Campionati belgi, Americana (con Iljo Keisse)
Campionati europei, Derny
1ª prova Coppa del mondo 2009-2010, Americana (Manchester, con Tim Mertens)
- 2010

Campionati belgi, Inseguimento a squadre (con Steve Schets, Ingmar De Poortere e Jonathan Dufrasne)
- 2011

Campionati europei, Americana (con Iljo Keisse)
Sei giorni di Gand (con Robert Bartko)
Campionati belgi, Americana (con Tim Mertens)
- 2012

Campionati del mondo, Americana (con Gijs Van Hoecke)
Sei giorni di Grenoble (con Iljo Keisse)
Sei giorni di Zurigo (con Peter Schep)
Campionati australiani, Americana (con Leigh Howard)
- 2013

International Belgian Open, Americana
International Belgian Open, Corsa a punti
Sei giorni di Amsterdam (con Gijs Van Hoecke)
Campionati australiani, Americana (con Leif Lampater)
- 2014

Sei giorni di Berlino (con Andreas Müller)
Sei giorni di Gand (con Jasper De Buyst)
Campionati belgi, Americana (con Jasper De Buyst)
- 2015

Sei giorni di Londra (con Moreno De Pauw)
- 2016

Sei giorni di Brema (con Christian Grasmann)
Sei giorni di Berlino (con Moreno De Pauw)
Sei giorni di Londra (con Moreno De Pauw)
2ª prova Coppa del mondo 2016-2017, Americana (Apeldoorn, con Robbe Ghys)
Sei giorni di Amsterdam (con Moreno De Pauw)
Campionati belgi, Americana (con Moreno De Pauw)
- 2017

Belgian International Track Meeting, Americana (Gand, con Moreno De Pauw)
Sei giorni di Palma di Maiorca (con Moreno De Pauw)
Sei giorni di Gand (con Moreno De Pauw)
3ª prova Coppa del mondo 2017-2018, Americana (Milton, con Lindsay De Vylder)
Campionati belgi, Americana (con Moreno De Pauw)
- 2018

Sei giorni di Rotterdam (con Moreno De Pauw)
Sei giorni di Brema (con Theo Reinhardt)
Sei giorni di Copenaghen (con Michael Mørkøv)
Campionati europei, Americana (con Robbe Ghys)
- 2019

Sei giorni di Copenaghen (con Moreno De Pauw)
Sei giorni di Hong Kong (con Yoeri Havik)
Campionati belgi, Corsa a punti
Sei giorni di Gand (con Robbe Ghys)
- 2020

Sei giorni di Brema (con Nils Politt)
Tre giorni di Aigle, Omnium
- 2021

Fenioux Piste International, Corsa a punti
3ª prova Coppa delle Nazioni, Americana (Cali, con Tuur Dens)
Tre giorni di Aigle, Americana (con Fabio Van Den Bossche)
Sei giorni di Gand (con Robbe Ghys)

### Strada

#### Altri successi
- 2008 (Topsport Vlaanderen)

GP Lanssens Crelan
- 2011 (Topsport Vlaanderen)

Classifica traguardi volanti Vuelta a Burgos

## Piazzamenti

### Competizioni mondiali
- Campionati del mondo su pista

Mosca 2003 - Corsa a punti Junior: 14º
Mosca 2003 - Americana Junior: 5º
Palma di Maiorca 2007 - Inseguimento a squadre: 10º
Palma di Maiorca 2007 - Americana: 7º
Manchester 2008 - Americana: 4º
Pruszków 2009 - Corsa a punti: 12º
Pruszków 2009 - Americana: 4º
Apeldoorn 2011 - Americana: 7º
Melbourne 2012 - Inseguimento a squadre: 6º
Melbourne 2012 - Corsa a punti: 3º
Melbourne 2012 - Americana: vincitore
Minsk 2013 - Inseguimento a squadre: 7º
Minsk 2013 - Corsa a punti: 10º
Minsk 2013 - Americana: 8º
Cali 2014 - Inseguimento a squadre: 9º
Cali 2014 - Corsa a punti: 12º
Cali 2014 - Americana: 5º
Londra 2016 - Corsa a punti: 3º
Londra 2016 - Americana: 7º
Hong Kong 2017 - Inseguimento a squadre: 8º
Hong Kong 2017 - Corsa a punti: 2º
Hong Kong 2017 - Americana: 3º
Apeldoorn 2018 - Inseguimento a squadre: 12º
Apeldoorn 2018 - Corsa a punti: 5º
Apeldoorn 2018 - Americana: 8º
Pruszków 2019 - Inseguimento a squadre: 9º
Pruszków 2019 - Corsa a punti: 9º
Pruszków 2019 - Americana: 3º
Berlino 2020 - Corsa a punti: 7º
Berlino 2020 - Americana: 5º
Roubaix 2021 - Corsa a punti: 2º
Roubaix 2021 - Americana: 3º
- Giochi olimpici

Pechino 2008 - Americana: 4º
Londra 2012 - Inseguimento a squadre: 9º
Tokyo 2020 - Omnium: 13º
Tokyo 2020 - Americana: 4º

### Competizioni continentali
- Campionati europei su pista

Mosca 2003 - Corsa a punti Junior: 2º
Valencia 2004 - Americana Under-23: vincitore
Fiorenzuola d'Arda 2005 - Corsa a punti Under-23: 9º
Fiorenzuola d'Arda 2005 - Americana Under-23: 2º
Atene 2006 - Corsa a punti Under-23: 12º
Atene 2006 - Americana Under-23: vincitore
Cottbus 2007 - Inseguimento a squadre Under-23: 3º
Cottbus 2007 - Scratch Under-23: 5º
Cottbus 2007 - Corsa a punti Under-23: vincitore
Alkmaar 2007 - Americana: 6º
Alkmaar 2008 - Americana: vincitore
Gand 2009 - Americana: 6º
Pruszków 2010 - Americana: 2º
Apeldoorn 2011 - Americana: vincitore
Apeldoorn 2013 - Inseguimento a squadre: 6º
Apeldoorn 2013 - Corsa a punti: 4º
Apeldoorn 2013 - Americana: 3º
Baie-Mahault 2014 - Inseguimento a squadre: 12º
Baie-Mahault 2014 - Omnium: 9º
Baie-Mahault 2014 - Americana: 2º
Grenchen 2015 - Inseguimento a squadre: 8º
Grenchen 2015 - Corsa a punti: 17º
Grenchen 2015 - Americana: 5º
Saint-Quentin-en-Yvelines 2016 - Inseguimento a squadre: 7º
Saint-Quentin-en-Yvelines 2016 - Corsa a punti: 2º
Saint-Quentin-en-Yvelines 2016 - Americana: 3º
Berlino 2017 - Inseguimento a squadre: 8º
Berlino 2017 - Scratch: 8º
Berlino 2017 - Americana: 6º
Glasgow 2018 - Inseguimento a squadre: 7º
Glasgow 2018 - Corsa a punti: 2º
Glasgow 2018 - Americana: vincitore
Apeldoorn 2019 - Inseguimento a squadre: 7º
Apeldoorn 2019 - Americana: 12º
Grenchen 2021 - Corsa a punti: 7º
Grenchen 2021 - Americana: 2º